# والدمار چیشاک
والدمار چیشاک (لهستانی: Waldemar Czyszak؛ زادهٔ ۱۸ فوریه ۱۹۵۳) بازیگر اهل لهستان است.
از فیلم‌ها یا مجموعه‌های تلویزیونی که وی در آن‌ها نقش داشته‌است، می‌توان به شر کمتر، گوش آقای رئیس، انتقام، همبستگی، همبستگی...، جادوگر (مجموعه تلویزیونی لهستانی)، خانه کشیش، در خیابان سپولنی، کاتین، تیم، پدر متیو، طایفه، پزشکان، دوران افتخار، مرز، راه‌های آزادی، تشخیص و صد سال خاندان وینیخ اشاره نمود.